# (662) Newtonia
(662) Newtonia ist ein Asteroid des Hauptgürtels, der am 30. März 1908 vom US-amerikanischen Astronomen Joel H. Metcalf in Taunton entdeckt wurde.
Der Asteroid wurde von Zaccheus Daniel vom Observatorium der Princeton University nach der US-amerikanischen Kleinstadt Newton in Massachusetts benannt, da er sich nicht entscheiden konnte, ob er mit der Benennung Isaac Newton (1643–1727) oder den Astronomen Hubert Anson Newton (1830–1896) ehren sollte. Nach Isaac Newton ist seit 1998 der Asteroid (8000) Isaac Newton benannt.